# Gmina Boone (hrabstwo Hancock)

Położenie Gminy Boone w hrabstwie Hancock

Gmina Boone (ang. Bingham Township) – gmina w USA, w stanie Iowa, w hrabstwie Hancock. Według danych z 2000 roku gmina miała 227 mieszkańców, a jej powierzchnia wynosi 94,48 km².